# 維多利亞學校財團法人

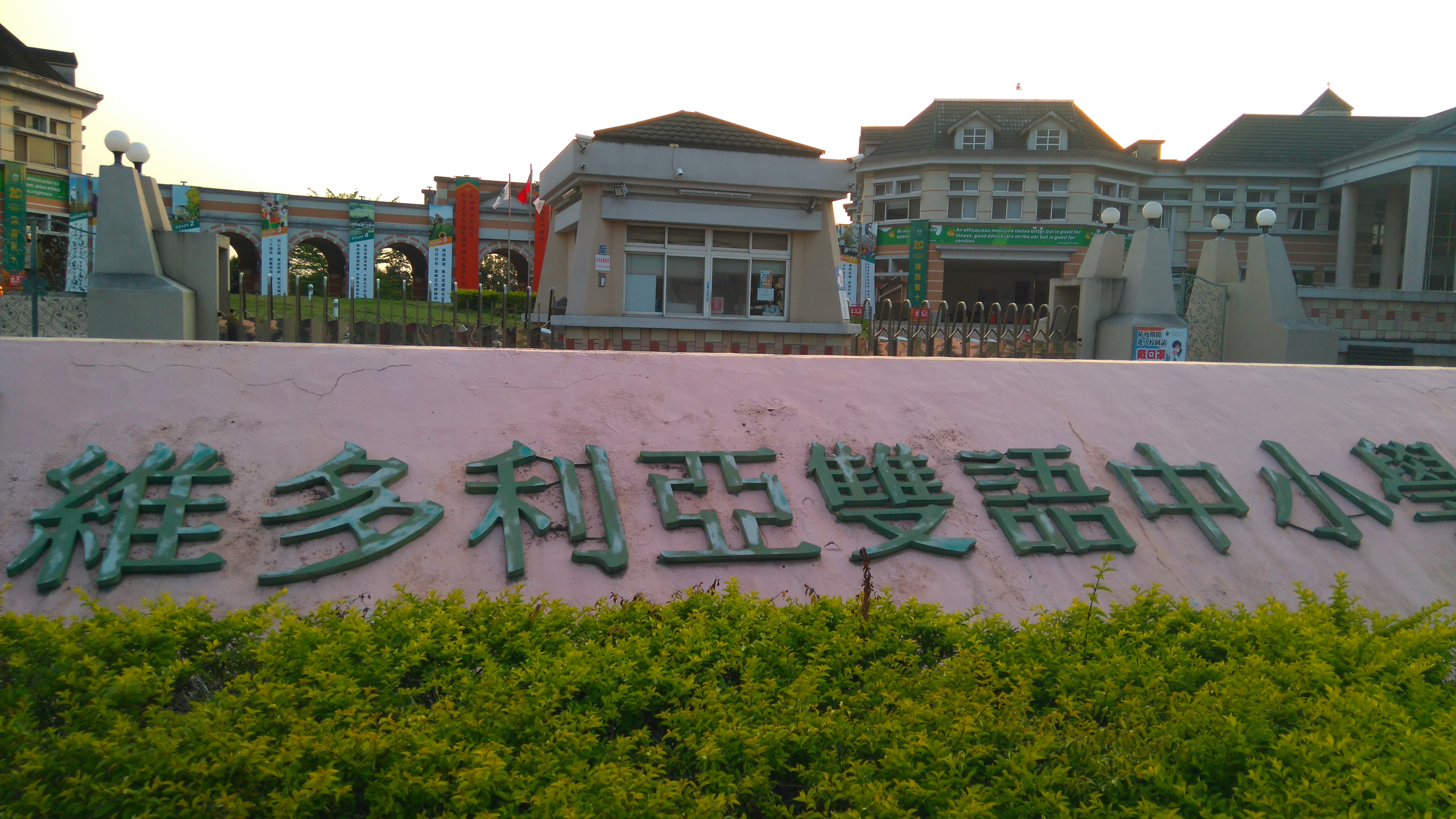

維多利亞國際學校財團法人，是主事務所位於臺灣雲林縣斗六市的私立學校財團法人機構，緣起於2000年8月28日維多利亞雙語中小學正式開學，於2004年8月18日註冊。經營雲林縣私立維多利亞實驗高級中學（該校設有國民中學部）、 雲林縣私立維多利亞雙語中小學（該校設有幼兒園）。

## 校史
- 1999年9月18日，維多利亞中小學校舉行動土典禮[1]。
- 2000年8月28日，維多利亞雙語中小學正式開學，第一年先招收幼稚園及國小二年級以下學生[1]。
- 2004年8月18日，由韓國瑜等人向教育部申請設立雲林縣私立維多利亞國民中學。
- 2008年4月18日，維多利亞學校財團法人董事會通過設立申請改制為私立實驗高級中學。
- 2008年4月21日，通報雲林縣政府教育局准予籌設改制為雲林縣私立維多利亞實驗高級中學。
- 2008年4月28日，經雲林縣教育局回函准予籌設，並需向教育部提出申請改制。
- 2009年9月2日，經教育部核准改制更名為雲林縣私立維多利亞實驗高級中學，自98學年度起，先招收高一新生一班。
- 2011年9月1日，申請改制三年，依規定設有高一、高二、高三各一班。

## 董事會
| 姓名            | 備註                         |
| 創辦人          | 創辦人                       |
| --------------- | ---------------------------- |
| 韓國瑜          | 現任立法院院長、前高雄市市長 |
| 創校董事長      |                              |
| 李日貴（往生）  | 韓國瑜岳父                   |
| 董事長/法人代表 |                              |
| 李佳芬          | 韓國瑜妻子                   |

## 歷任校長
| 任次                           | 姓名                           | 任期                           | 備註                           |
| 雲林縣私立維多利亞實驗高級中學 | 雲林縣私立維多利亞實驗高級中學 | 雲林縣私立維多利亞實驗高級中學 | 雲林縣私立維多利亞實驗高級中學 |
| ------------------------------ | ------------------------------ | ------------------------------ | ------------------------------ |
| 首任                           | 魏建民                         |                                |                                |
| 第二任                         | 林保志                         |                                |                                |
| 第三任                         | 黃金地                         |                                |                                |
| 雲林縣私立維多利亞雙語中小學   |                                |                                |                                |
| 首任                           | 魏建民                         |                                |                                |
| 第二任                         | 林保志                         |                                |                                |
| 第三任                         | 鄭淑芬                         |                                |                                |
| 雲林縣私立維多利亞雙語小學     |                                |                                |                                |
| 首任                           | 陳輝男                         |                                |                                |

## 外部連結
- 雲林縣私立維多利亞實驗高級中學 （页面存档备份，存于）（繁體中文）
- 雲林縣私立維多利亞雙語中小學 （页面存档备份，存于）（繁體中文）
- 維多利亞雙語中小學 Victoria Academy的Facebook專頁
- YouTube上的Victoria Academy頻道